# Orde van Taejo van Joseon
De Grote Orde van Taejo van Joseon (Koreaans: 대훈위 금척대수장, Kumch'ok Taehunjang) was een hoge ridderorde van het Keizerrijk Korea en behoort tot de zogenaamde Grote Orden met een enkele klasse.. De naam wordt wel vertaald als Grote Orde van de Gouden Heerser. Met de stichting van de orde bewees Kwangmu op 17 april 1900 eer aan zijn voorouder Taejo van Joseon die in 1392 de Yi-dynastie had gesticht. Het eren van voorouders een belangrijk element in de confucianistische Koreaanse cultuur.
Ridderorden naar Europees model zijn geen Koreaanse traditie. Met de stichting volgde Korea het voorbeeld van Japan dat met de Orde van de Chrysanthemum een Europees voorbeeld had nagevolgd.
Het Koreaanse decoratiestelsel leek in opbouw en ook in de vorm van de eretekens sterk op het Japanse voorbeeld. De Orde van Taejo van Joseon werd net als de Orde van de Chrysanthemum aan bevriende staatshoofden en kroonprinsen verleend. Ook enkele van de dragers van de Grote Orde van de Goedgunstige Sterren (Sosong Taehunjang) kwamen voor de keten en de ster van de Orde van Taejo van Joseon in aanmerking.
Op de keten en de ster zijn een Koreaanse versie van het yin-en-yang-symbool, de rood-blauwe eum-yang of Taeguk afgebeeld en de witte bloemen van de hibiscus prominent afgebeeld.
Het kleinood, dat aan lint of keten gedragen werd, is een blauw-rode Taeguk, wij kennen het nationale symbool als yin-yang, met daaromheen stralen en een krans van hibiscusbloemen. Deze bloemen, de Mugunghwa of hibiscus zijn de nationale bloemen van Korea. Tweeduizend jaar geleden werd het land in het Chinees "het land van de heren waar de Mugunghwa (bloem van de onsterfelijkheid) bloeit" genoemd. Op de website van de Koreaanse regering is sprake van de "Rose of Sharon" en wordt uitgelegd dat de naam verwant is aan het Koreaanse begrip "Mugung" dat "onsterfelijk" betekent.
Boven het kleinood is een verhoging aangebracht die sterk aan de Japanse Mon doet denken. Het ontwerp is op dat van de Japanse Chrysanthemumorde gebaseerd.
De ster is gelijk aan het kleinood maar ontbeert een verhoging.
De Mugunghwa keerden na 1945 terug in de versierselen van de Grote Orde van Mugunghwa.Op de stralen is een kruis van vier op trigrammen lijkende ornamenten gelegd. 
Onder de dragers van deze keten en ster was Wilhelm II van Duitsland die de orde op 10 september 1900 ontving.